# Basic-Fit
Basic-Fit est une chaîne de salles de fitness néerlandaise, fondée en 1984 aux Pays-Bas, qui s'est par la suite exportée dans d'autres pays partout dans le monde. L'enseigne est la chaîne fitness leader en Europe.
Son siège social français se trouve à  Wasquehal.

## Histoire

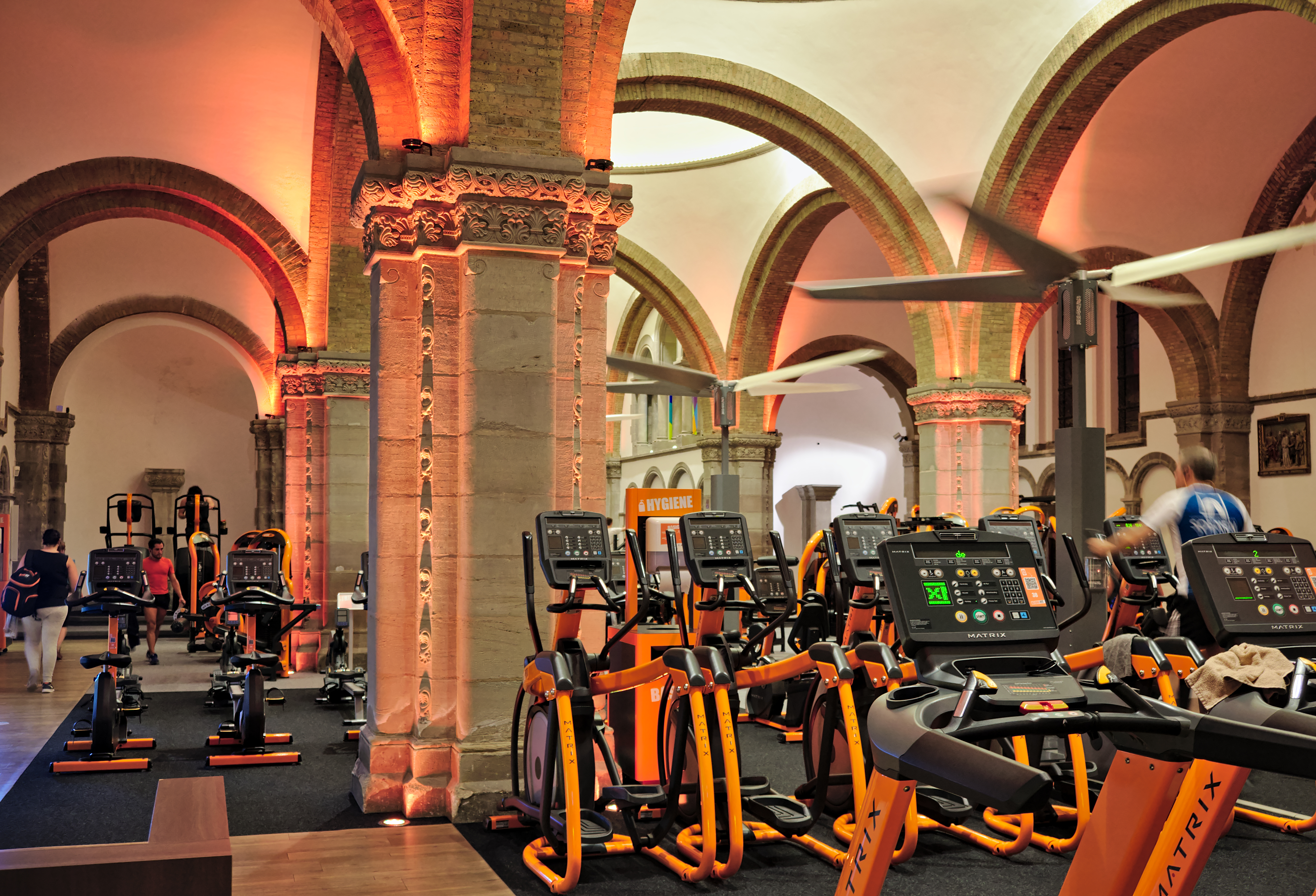
Une salle de sport Basic-Fit dans un ancien monastère à Ypres (Belgique).

L'entreprise naît en 1984 aux Pays-Bas.  
En juin 2023, l’enseigne comptabilise 3,6 millions de membres. Cette année-là, le groupe possède 1 268 salles dont 233 aux Pays-Bas, 220 en Belgique, 10 au Luxembourg, 890 en France, 5 en Allemagne et 104 en Espagne. 
L'entreprise a dû fermer à plusieurs reprises ses clubs pendant l'année 2020 à cause de la pandémie de Covid-19. L'entreprise continuait à l'origine de débiter ses clients, mais s'est finalement rétracté.
Certains des clubs sont ouverts toute la journée, dit « 24h/7 ».

## Controverses
En 2014, un client attaque en justice l'entreprise, à la suite de la transformation d'un club mixte en un club « Ladies Only », s'estimant discriminé. Il obtient initialement gain de cause mais est débouté en appel.
En avril 2020, Basic Fit est accusé de transphobie à la suite de l'envoi d'un courriel de son service clientèle affirmant que seules les femmes cisgenres (et non les femmes transgenres) sont acceptées dans les clubs « Ladies Only ».
En juillet 2023, en France, Basic Fit est sanctionné par la DGCCRF d'une amende de 68 000 euros pour « défaut d’information » en ce qui concerne ses abonnements. Selon l'organe officiel, les futurs souscripteurs n'étaient pas mis au courant des « conditions de résiliation », pas plus que de la possibilité de « saisir un médiateur de la consommation en cas de litige ».

## Partenariat
En mars 2025, Basic-Fit annonce son partenariat avec le Tour de France, le Tour de France Femmes, Paris-Nice ainsi que le Critérium du Dauphiné, jusqu'en 2028. Sur le Tour de France hommes et femmes, Basic-Fit sera partenaire du classement par équipes.

## Actionnaires
Liste des principaux actionnaires au 26 décembre 2021 :
| Nom                                             | %      |
| ----------------------------------------------- | ------ |
| René Michel Moos                                | 14,1 % |
| 3i Private Equity                               | 6,62 % |
| North Peak Capital Management                   | 4,87 % |
| Pelham Capital                                  | 4,44 % |
| Dynamo Administração de Recursos                | 4,24 % |
| CAS Investment Partners                         | 3,01 % |
| Oceanlink Management                            | 3,00 % |
| Capital Research & Management (World Investors) | 2,87 % |
| Granular Capital                                | 2,57 % |
| Half Sky Capital (UK)                           | 2,56 % |
| Laacher Lazahar                                 | 1,00 % |